# Schefflera arfakensis
Schefflera arfakensis är en araliaväxtart som beskrevs av Lilian Suzette Gibbs. Schefflera arfakensis ingår i släktet Schefflera och familjen araliaväxter. Inga underarter finns listade.